# 신경망 교환 포맷

로고

신경망 교환 포맷(Neural Network Exchange Format, NNEF)은 크로노스 그룹이 개발한 인공 신경망 데이터 교환 형식이다. 다양한 장치 및 플랫폼의 애플리케이션에서 신경망 훈련 도구와 추론 엔진을 풍부하게 조합하여 사용할 수 있도록 하여 기계 학습 배포 단편화를 줄이기 위한 것이다.

## 역사
NNEF는 구조, 작동 및 데이터 측면에서 모든 인공 신경망을 설명할 수 있는 장치 및 구현 독립적 전송 형식으로 크로노스 그룹의 회원사에서 2015년에 제안했다.
표준의 첫 번째 버전은 2017년 12월 임시 형태로 출시되었으며, 2018년 8월 공식 크로노스 표준으로 승인되었다.

## 목표
NNEF의 목표는 데이터 과학자와 엔지니어가 훈련된 네트워크를 선택한 훈련 프레임워크에서 다양한 추론 엔진으로 쉽게 전송할 수 있도록 하는 것이다. NNEF는 신경망을 생성하는 데 사용되는 훈련 도구와 이를 실행하는 데 사용되는 추론 엔진과 관계없이 훈련된 신경망의 구조, 작동 및 매개변수에 대한 완전한 설명을 캡슐화한다.

## 같이 보기
- 개방형 신경망 교환